# 棣园站
棣园站是广州地铁11號線的车站，位於中国广东省广州市海珠区规划环岛路南石路口以東的地底，在2024年12月28日启用。

## 车站结构

### 车站楼层
車站设有两層。地面为车站各出入口，周边为南石路、棣園村、原广州造纸厂及其內的其它建筑；地下一层为站厅；地下二層為11號綫月台。
| 地下一层 | 站厅                       | 售票機、客服中心、商店、警务室、安检设施 |  |  |
| 地下三层 | 2 站台                     | █11号线 内环方向（下站：鹤洞东）         |  |  |
|          | 岛式站台（卫生间、母婴室） |                                          |  |  |
|          | 1 站台                     | █11号线 外环方向（下站：燕岗）           |  |  |

### 站厅
棣园站站厅設有自动售票機及智能客務中心。

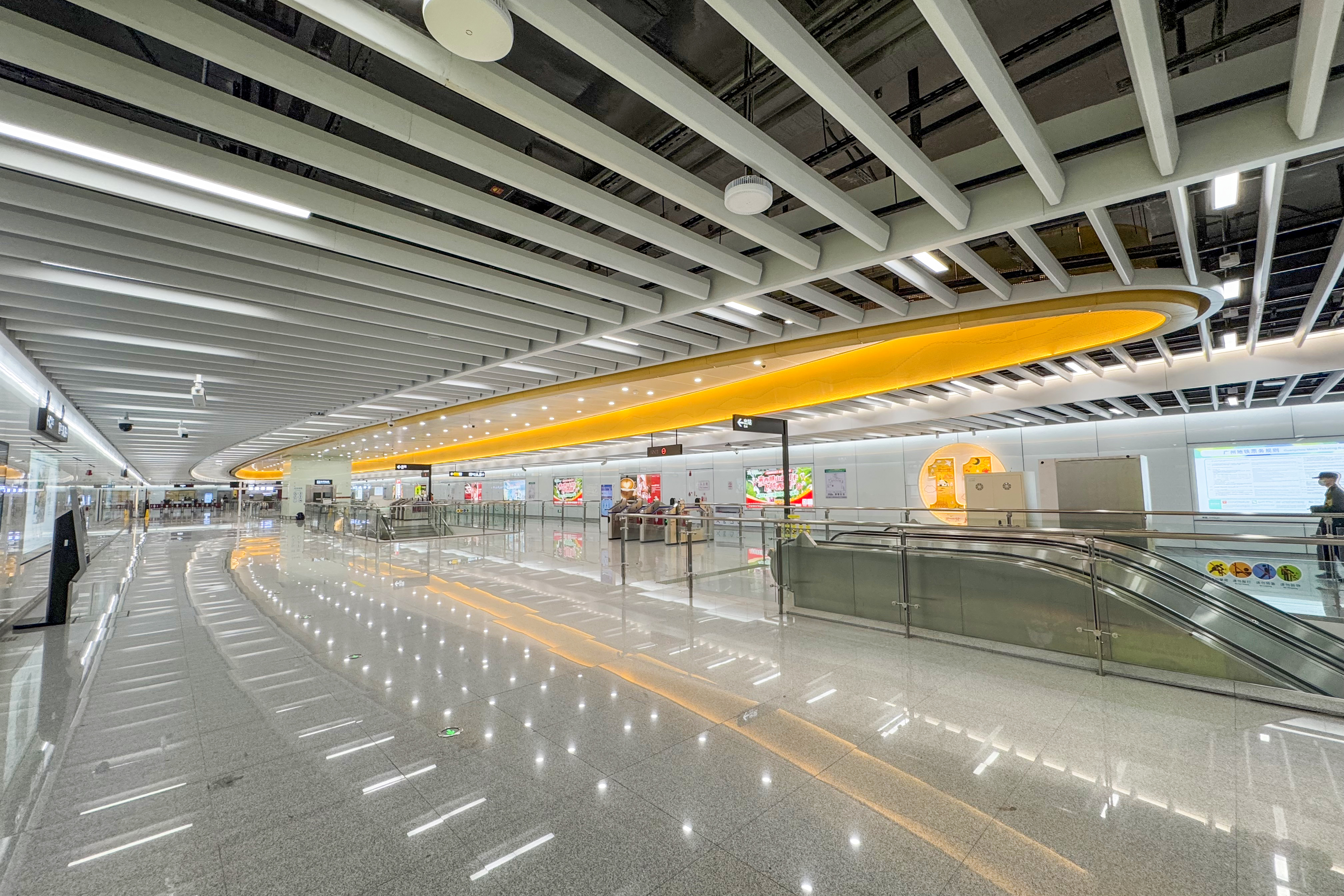
站厅

为方便行人进出，棣园站站厅北侧被划分为收费区，收费区内设有专用电梯、多条扶手电梯及楼梯方便乘客前往月台。

### 月台
本站设有一个岛式月台，位于廣紙地塊內规划路的地底。本站的洗手间及母婴室设于站台往燕岗方向的一端。
另外，車站東端設有一组雙存車線。

### 出入口
棣园站设有3个出入口供乘客进出，均配备扶手电梯，其中B出入口另外设置专用电梯。
|                                           |                                                       |      |          |                                                                    |
| 编号                                      | 设施                                                  | 照片 | 出口指示 | 建议前往的目的地                                                   |
| A                                         | 盲道标志 · 扶手电梯标志                               |      | 南石路   | 南边路                                                             |
| B                                         | 盲道标志 · 升降机标志 · 无障碍通道标志 · 扶手电梯标志 |      | 南石路   | 南边路、广州市第41中学（东校区）、越秀熙悦江湾、棣园公交车站       |
| C                                         | 扶手电梯标志                                          |      | 南石路   | 南边路、南石路（地铁棣园站）公交车站、南石西（地铁棣园站）公交总站 |
| 註： 設有 \| 設有 \| 設有 \| 設有扶手電梯 |                                                       |      |          |                                                                    |

## 接驳交通
棣园站旁设有棣园公交车站及南石路（地铁棣园站）公交车站。
| 编号 | 编号 | 线路   | 线路 | 线路   | 收费 | 备注             |
| ---- | ---- | ------ | ---- | ------ | ---- | ---------------- |
|      | 29   | 南边路 | ⇆    | 站南路 | 2元  |                  |
|      | 230  | 南边路 | ⇆    | 华工大 | 3元  | 使用双层巴士运营 |

| 编号 | 编号 | 线路                 | 线路 | 线路                 | 收费 | 备注 |
| ---- | ---- | -------------------- | ---- | -------------------- | ---- | ---- |
|      | 31   | 解放北路（应元路口） | ⇆    | 南石西（地铁棣园站） | 2元  |      |

## 历史
本站在规划和建设阶段被称作南石路站。车站于2017年2月28日开工，2020年11月20日实现主体结构封顶。
2023年6月，11号线车站初定名称公示，因该站位于棣园村正南侧，根据《广州市地铁车站命名规则》第五条第（一）项规定，本站拟被命名为棣园站。该站命名引发坊间讨论，有市民支持地铁站命名保护老地名、延续历史，也有市民认为棣园的知名度不及南石头。一个月后，市民政局发布意见征集说明，认为地铁站名应优先采用老地名，且站址距南石头街道办事处较距棣园村远，故未采纳“南石头”站名；但指出“南石头”可在未来地铁新线车站命名时采用。2024年5月，本站定名“棣园站”。
2024年12月28日，车站随11号线开通而启用。

## 事件
本站东端设有三个风亭皆位于附近的星汇海珠湾小区A、B区之间。有部分居民认为风亭距离楼体过近，亦不满前期公示过于隐蔽、噪声防护距离测距不合理、风亭施工扰民等，反对风亭施工。地铁方回应称，风亭设置满足规范要求；亦有居民表示地铁站建设规划早于楼盘规划，支持地铁建设改善当地交通条件。上述争议导致该站东端风亭自2023年5月起停工，施工进度严重滞后。2023年12月，广州地铁集团重新申请车站附属工程的《建设工程规划许可证》并挂网公示，明确用地非处于小区净用地范围内，风亭和安全出口与小区边界及楼体的直线距离亦符合要求。在当局的推动及协调下，地铁公司取得许可证批复，相关风亭于2024年4月1日复工。